# Războiul filipino-american
Războiul filipino-american (cunoscut și ca Războiul filipinez pentru independență sau Insurecția filipineză) a fost un conflict armat între Statele Unite și un grup de revoluționari filipinezi, care a avut loc între 1899-1913, și în urma căruia Statele Unite a colonizat Insulele Filipine și a desființat Republica Filipine.